# Alsweiler
Alsweiler ist ein Ortsteil von Marpingen im Landkreis St. Wendel im Saarland. Bis Ende 1973 war Alsweiler eine eigenständige Gemeinde.

## Geschichte
Ausgrabungsfunde lassen darauf schließen, dass zur Römerzeit zwar die Gegend an sich, nicht aber das heutige Ortsgebiet von Alsweiler besiedelt war. 634 wurden Tholey und die Weiler der Umgebung im Testament des Adalgisel Grimo erwähnt. Obwohl Alsweiler hier nicht namentlich aufgeführt ist, nimmt man an, dass der Ort zu dieser Zeit schon existierte. Durch dieses Testament ging Tholey samt Umgebung in den Besitz der Marienkirche von Verdun über. Schirmherren wurden die Grafen des Bliesgaues. 1231 war eine Gräfin von Luxemburg Lehnsherrin in Tholey, für 1235 ist Graf Gerlach von Veldenz als Lehnsherr belegt und 1278 ging das Schaumberggebiet in die Hände der Grafen von Lothringen über. Das Gebiet wurde später geteilt. Möglicherweise wurde Alsweiler gegen Ende des 15. Jahrhunderts von den Grafen von Bitsch verwaltet. Ab 1590 herrschten die Grafen von Zweibrücken, von 1605 an die Herzöge von Lothringen. Nach dem Tod von Stanislaus Leszczyński, der 1735 das Herzogtum Lothringen erhalten hatte, ging das Herzogtum 1766 in den Besitz der französischen Krone über. Das Oberamt Schaumburg, zu dem Alsweiler gehörte, wurde 1787 im Rahmen eines vertraglichen Gebietstauschs an das Herzogtum Pfalz-Zweibrücken übertragen, gleichzeitig wurde das Gebiet von der französischen Souveränität an die des damaligen Deutschen Reichs übertragen.
In Folge der französischen Revolutionskriege kam die Region und damit auch Alsweiler nach 1792 wieder zu Frankreich. Alsweiler war bis 1814 dem Kanton Tholey zugeordnet, der zum Arrondissement Thionville im Département Moselle gehörte. Zu Beginn des Jahres 1814 kam das Linke Rheinufer wieder in deutschen Besitz, im danach geschlossenen Pariser Frieden vom 31. Mai 1814 wurden auch Teile des Moseldepartements von Frankreich abgetreten. Die inzwischen zuständige österreichisch-bayerische Verwaltung verfügte am 17. Juni 1814 die vorläufige Zuordnung des Kantons Tholey zum Saardepartement.
Nach dem Wiener Kongress (1815) kam Alsweiler zunächst an das Königreich Preußen und 1816 an das Herzogtum Sachsen-Coburg-Saalfeld, das 1819 ihrer Exklave den Namen Fürstentum Lichtenberg gab. 1834 wurde das Gebiet wieder an Preußen abgetreten und blieb bis 1919 als Kreis St. Wendel ein Teil des Regierungsbezirks Trier in der Rheinprovinz. 
Durch den Versailler Vertrag (1919) wurde das Saargebiet 1920 dem Völkerbund und der französischen Verwaltung unterstellt, ehe es 1935 per Volksabstimmung wieder Deutschland zugeordnet wurde. Nach dem Zweiten Weltkrieg übernahm die französische Militärregierung die Herrschaft. Von 1947 bis 1957 war das Saarland autonom; der Verwaltungsbezirk Alsweiler ging zu Beginn dieser Phase im Verwaltungsbezirk St. Wendel-Land auf. 1957 wurde das Saarland in die Bundesrepublik Deutschland eingegliedert. Seit der Gebiets- und Verwaltungsreform, die am 1. Januar 1974 in Kraft trat, ist Alsweiler ein Teil der Gemeinde Marpingen.

## Politik

### Partnerschaft
Seit 1973 besteht eine Partnerschaft mit Bertrichamps in Frankreich.

### Wappen
Das Wappen zeigt in rotem Schildhaupt zwischen goldenen Doppelkreuzen einen gestümmelten silbernen Adler. Das eigentliche Wappen ist im Wellenschnitt schräg linksgeteilt. In der oberen Hälfte ist ein wachsender roter Löwe auf goldenem Grund dargestellt, in der unteren ein schräg links liegender goldener Abtsstab, umwickelt mit einem silbernen Velum, auf rotem Grund.
Das Schildhaupt weist auf die Herrschaft des Herzogtums Lothringen hin. Der Löwe geht auf die Grafen von Zweibrücken-Bitsch zurück, der Abtsstab mit Velum deutet die Abgabepflichtigkeit gegenüber der Abtei Tholey an. Der Wellenschnitt könnte auf die Lage bzw. den Namen des Ortes anspielen. Auf dem Gebiet Alsweilers entspringen sowohl der Alsbach als auch der Bruchelsbach.

## Religion und Sakralbauten

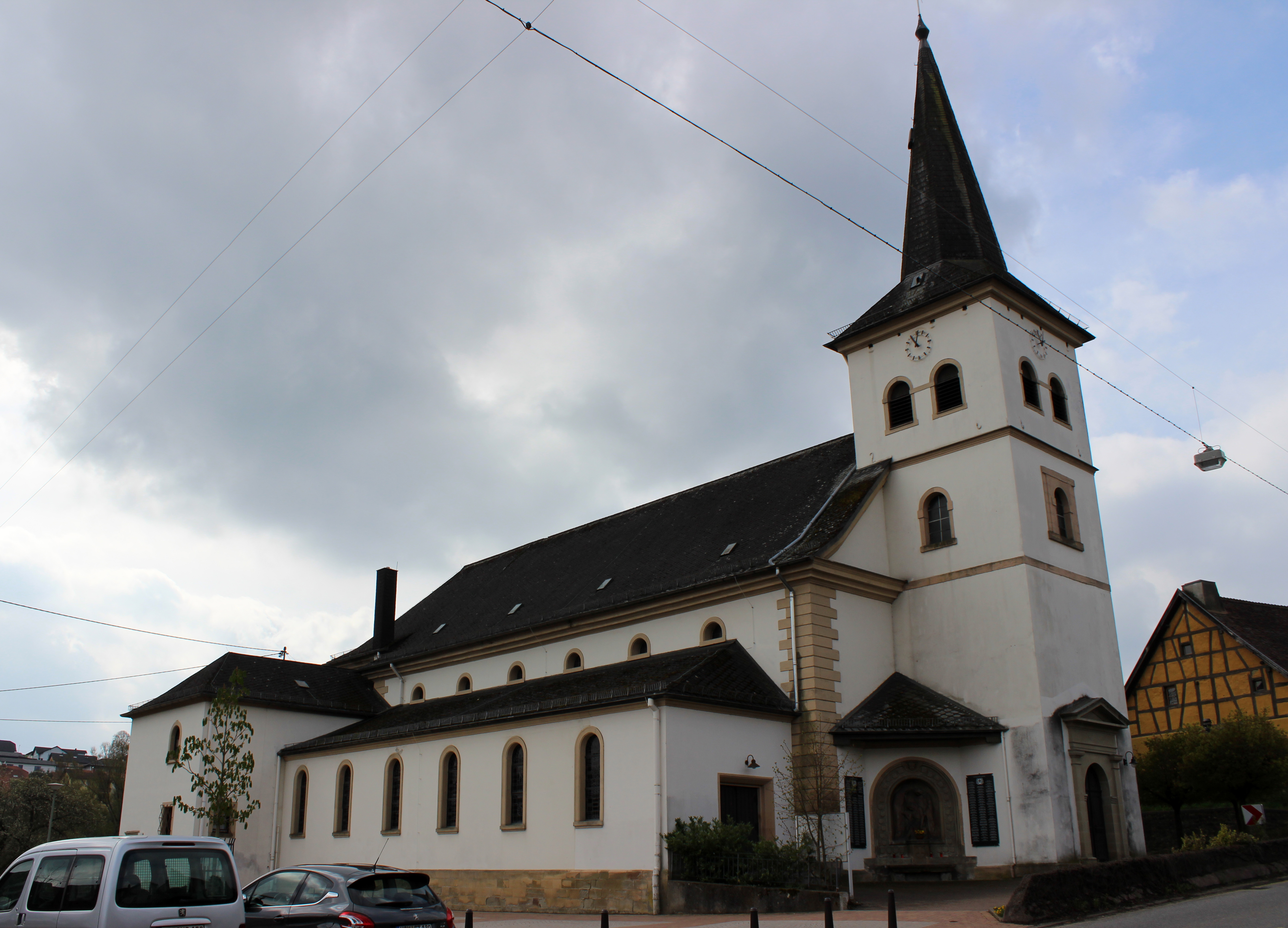
Pfarrkirche St. Mauritius

Aus dem Jahr 1408 stammt die erste Erwähnung einer Kapelle in Alsweiler. 1800 wurde der Ort Vikarie, 1805 Pfarrei. 1831 war die heute noch bestehende Pfarrkirche St. Mauritius fertiggestellt, die 1861 ihre erste, 1902 ihre zweite und 1938 ihre dritte Orgel erhielt. Die vierte Orgel wurde 1990 von der Firma Hugo Mayer aus Heusweiler gebaut. Seit 1957 ist sie mit einem Mosaikbild des saarländischen Künstlers Ferdinand Selgrad geschmückt. Die St.-Barbara-Statue aus dem Jahr 1899 wurde in den 1980er Jahren restauriert. Der eigentliche Schutzpatron des Ortes und der Kirche ist aber St. Mauritius.

## Sehenswürdigkeiten

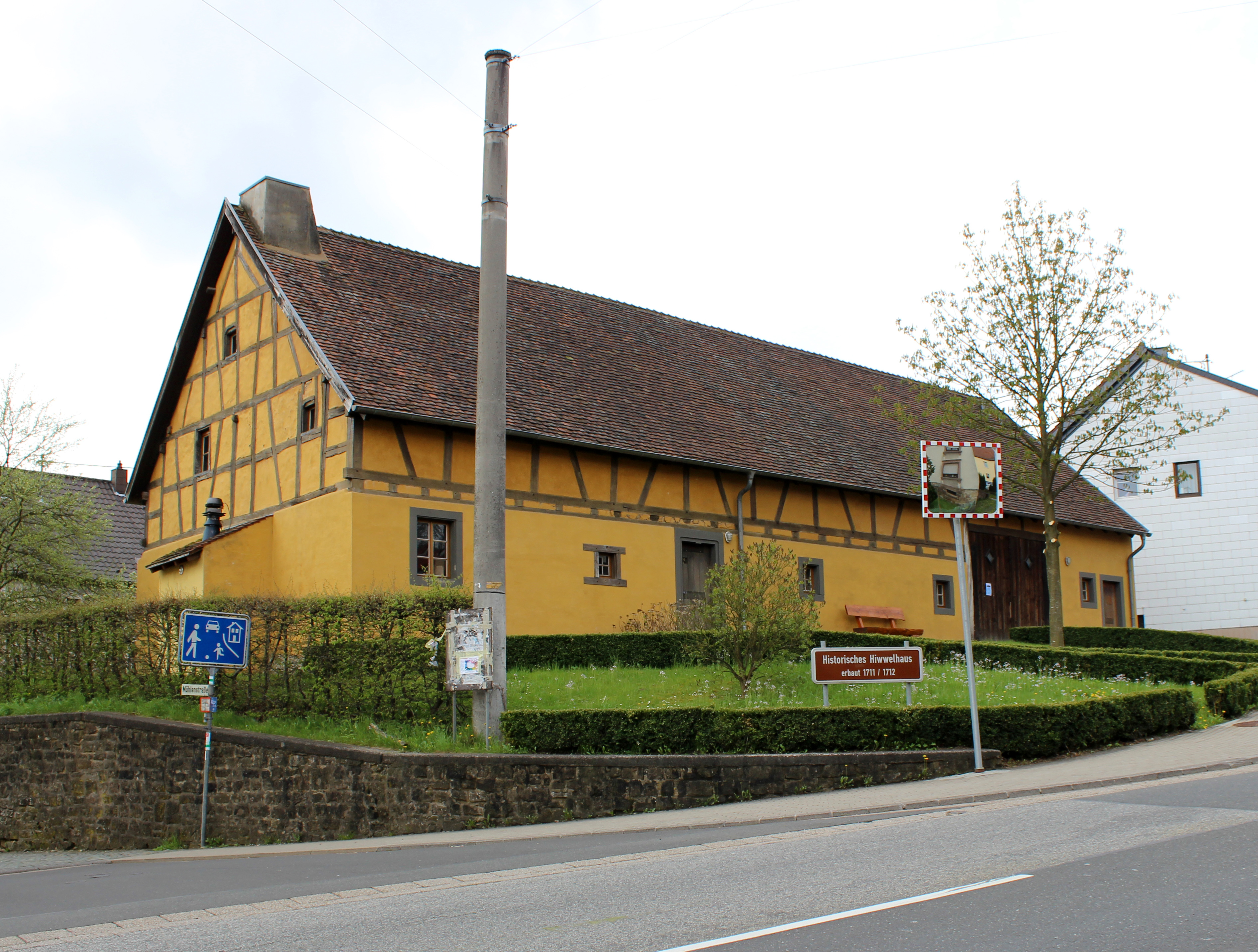
Hiwwelhaus

Das Hiwwelhaus (Haus auf dem Hügel) gilt als ältestes im Originalzustand erhaltenes Bauernhaus des Saarlandes. Es stammt aus dem Jahr 1712 und wurde zum Teil zum Museum und Seminargebäude umgestaltet. Als Einhaus vereint es alle Wirtschafts- und Wohnräume unter einem einzigen Dach. Der Wohnteil ist aus massivem Sandstein gebaut, der Rest wurde als Fachwerkbau errichtet. Das Hiwwelhaus wird nach Vereinbarung zur Besichtigung geöffnet, Führungen sind ebenfalls auf Anfrage möglich.
Besichtigungen sind an jedem ersten Sonntag im Monat von 10:00 bis 11:00 Uhr möglich.

## Bildung und Kultur
1819 wurde in der heutigen Mühlenstraße bei der Kirche eine Schule errichtet, die 1957 abgerissen wurde. Zu der zu klein gewordene Schule wurde 1887 an der Tholeyer Straße ein neues Schulhaus errichtet, das heute nicht mehr erhalten ist. Von 1959 bis Oktober 2008 wurden die Grundschüler in der Schule auf der Lehn unterrichtet.

## Verkehr
Alsweiler ist durch die RegioPlusBus-Linien R4 (St. Wendel-Lebach) und R12 (St. Wendel-Neunkirchen) an das öffentliche Nahverkehrsnetz angebunden.

## Regelmäßige Veranstaltungen
Alljährlich wird Ende September eine Mauritiuskirmes gefeiert. Alle fünf Jahre findet an Pfingsten ein Dorffest statt, das letzte war 2016.

## Persönlichkeiten
- Ansberta Hoffmann (1903–1945), Steyler Missionsschwester und Märtyrin
- Richard Dewes (* 1948), Politiker (SPD)
- Klaus Brill (* 1949), Journalist